# 개령중학교
개령중학교(開寧中學校)는 대한민국 경상북도 김천시 개령면 동부리에 있는 공립 중학교로, 1952년 3월 2일에 경북김천개령고등공민학교로 첫 개교되었다.

## 학교 연혁
- 1952년 3월 2일 : 개령고등공민학교 설립, 기성회 조직
- 1953년 4월 1일 : 개령고등공민학교를 개령중학교로 승격인가 (6학급)
- 1953년 5월 12일 : 개교 기념일
- 1953년 7월 24일 : 초대 교장 오중환 취임
- 1971년 1월 29일 : 9학급으로 학칙변경 인가
- 2011년 9월 26일 : 과학실, 영어실 현대화사업 완공
- 2019년 3월 1일 : 2019디지털 선도학교 운영
- 2019년 3월 25일 : 2019교육기부 모델학교 운영(교육부, 과학창의재단)
- 2022년 9월 1일 : 제27대 강맹현 교장 취임
- 2024년 2월 7일 : 제71회 졸업식(졸업생 9명, 총 4,148명)
- 2024년 3월 4일 : 제74회 입학식(신입생 12명)

## 참고 자료
- 개령중학교 - 한국교육학술정보원 학교알리미